# Qin Chenlu
Pour les articles homonymes, voir Qin.
Dans ce nom chinois, le nom de famille, Qin, précède le nom personnel.
Qin Chenlu (né le 24 octobre 1992) est un coureur cycliste chinois. Durant sa carrière, il participe à des compétitions sur route et sur piste.

## Palmarès sur piste

### Jeux olympiques
- Rio 2016
  - 8e de la poursuite par équipes

### Championnats du monde
- Londres 2016
  - 10e de la poursuite par équipes
- Hong Kong 2017
  - 15e de la poursuite par équipes[1]

### Jeux asiatiques
- Incheon 2014
  -  Médaillé d'or de la poursuite par équipes (avec Shi Tao, Yuan Zhong et Liu Hao)
- Jakarta 2018
  -  Médaillé d'or de la poursuite par équipes (avec Guo Liang, Xue Chaohua et Shen Pingan)

### Championnats d'Asie
- Astana 2014
  -  Champion d'Asie de poursuite par équipes (avec Shi Tao, Yuan Zhong et Shen Pingan)
- Nakhon Ratchasima 2015
  -  Champion d'Asie de poursuite par équipes (avec Liu Wei, Shen Pingan et Liu Hao)
- Izu 2016
  -  Champion d'Asie de poursuite par équipes (avec Fan Yang, Shen Pingan, Liu Hao et Xue Chaohua)
- New Dehli 2017
  -  Champion d'Asie de poursuite par équipes (avec Fan Yang, Xue Saifei et Yuan Zhong)
- Nilai 2018
  -  Médaillé de bronze de la poursuite par équipes

### Championnats nationaux
- 2015
  -  Champion de Chine de poursuite par équipes (avec Yuan Zhong, Fan Yang et Xue Saifei)